# Йозеф Гейтлер фон Армінген
Йозеф Карл Франц Отто Гейтлер, Ріттер фон Армінген (нім. Josef Karl Franz Otto Geitler, Ritter von Armingen; нар. 14 вересня 1870, Сміхов — пом. 20 червня 1923) — австрійський фізик. Він відомий своїми дослідженнями електромагнітних хвиль.

## Біографія
Навчався в Празі та Бонні, згодом здобув габілітацію в Празі. У 1906 році він змінив Алоїза Гандля (1837—1915) на посаді завідувача кафедри експериментальної фізики в Чернівецькому університеті. У 1919 році, коли Чернівецький університет став румунським, Гейтлер переїхав до Граца, де викладав у Технічному університеті.
Серед його наукових праць були дослідження, які пояснювали відмінності між рентгенівськими та катодними променями. Його найвідоміша публікація — «Електромагнітні коливання та хвилі» («Elektromagnetische Schwingungen und Wellen») (1905).
Він був двоюрідним братом фізика Генріха Герца (1857—1894). Серед його студентів у Чернівцях був Войцех Рубінович (1889—1974).